# LAMOST
LAMOST (Large Sky Area Multi-Object Fibre Spectroscopic Telescope) är ett teleskop beläget vid Xinglong Station, Hebei-provinsen, Kina. Teleskopet är optiskt och består av två segmenterade speglar. Första spegeln, MA är 5.72 × 4.4 meter och MB 6.67 × 6.09 meter. Total area är 18.86 m2    Teleskopet var färdigbyggt år 2008.

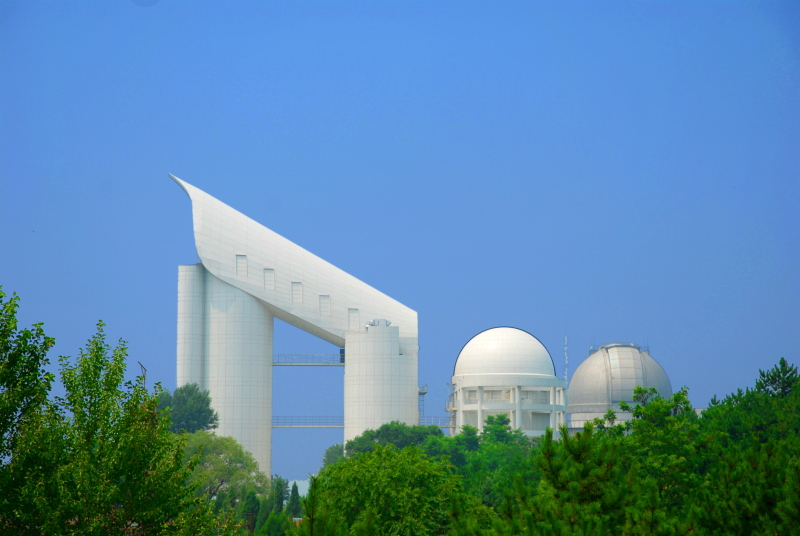
LAMOST-teleskopet.